# San Isidro Mimilulco
San Isidro Mimilulco är en ort i Mexiko.   Den ligger i kommunen Ahuatlán och delstaten Puebla, i den sydöstra delen av landet, 130 km sydost om huvudstaden Mexico City. San Isidro Mimilulco ligger 1 371 meter över havet och antalet invånare är 142.
Terrängen runt San Isidro Mimilulco är lite kuperad. Runt San Isidro Mimilulco är det ganska tätbefolkat, med 134 invånare per kvadratkilometer. Närmaste större samhälle är Izúcar de Matamoros, 18,4 km väster om San Isidro Mimilulco. I omgivningarna runt San Isidro Mimilulco växer huvudsakligen savannskog.